# Bärbel Struppert
Bärbel Struppert (dekliški priimek Schrickel), nemška atletinja, * 26. september 1950, Jena, Vzhodna Nemčija.
Nastopila je na poletnih olimpijskih igrah leta 1972 ter osvojila naslov olimpijske podprvakinje v štafeti 4x100 m. 